# Derrick Brooks
Pour les articles homonymes, voir Brooks.
College Football Hall of Fame 2016
Pro Football Hall of Fame 2014
(en) Statistiques sur pro-football-reference
Derrick Dewan Brooks, né le 18 avril 1973 à Pensacola en Floride, est un joueur américain de football américain ayant évolué au poste de linebacker.

## Biographie
Étudiant à l'université d'État de Floride, il joua pour les Seminoles de Florida State.
Il fut drafté en 1995 à la 28e place (premier tour) par les Buccaneers de Tampa Bay. Il a joué quatorze saisons dans cette franchise et il n'a jamais manqué un match.
Brooks est impliqué dans les associations caritatives, notamment Derrick Brooks Charities qu'il a créé, et sensibilise les enfants à l'importance de l'éducation. Il fut co-gagnant du Walter Payton Man of the Year Award avec Jim Flanigan des Bears de Chicago en 2000. Il fut également gagnant du Athletes in Action/Bart Starr Award en 2004. Il est d'ailleurs depuis 2003, inscrit au conseil d'administration de l'université d'État de Floride.
Vainqueur du Super Bowl XXXVII lors de la saison NFL 2002, il fit lors du match une interception et un touchdown après 44 yards de course.
Il fut sélectionné consécutivement dix fois au Pro Bowl (1997, 1998, 1999, 2000, 2001, 2002, 2003, 2004, 2005 et 2006) et fut MVP de l'édition 2006.